# Xipholena
Xipholena es un género de aves paseriformes perteneciente a la familia Cotingidae que agrupa a tres especies nativas de América del Sur, cuyas áreas de distribución se encuentran desde el este de Colombia, sur de Venezuela y las Guayanas hasta el sur de la Amazonia brasileña y norte de Bolivia, y por el litoral este de Brasil desde Alagoas hasta el norte de Río de Janeiro. A sus miembros se les conoce por el nombre popular de cotingas.

## Etimología
El nombre genérico femenino «Xipholena» se compone de las palabras del griego «xiphos» que significa ‘espada’, ‘sable’, y « ōlene» que significa ‘debajo del brazo’.

## Características
Las aves de este género son un trío de cotíngidos refinados, medianos, midiendo entre 19 y 20,5 cm de longitud, habitantes del dosel de selvas húmedas de baja altitud (sus zonas de distribución son casi enteramente alopátricas). Los machos, espectaculares, ostentan un plumaje desde púrpura brillante profundo a negro purpúreo, y sus plumas son duras y brillantes; las alas en contrastante blanco. Se alimentan primariamente de frutos y pueden ser vistos en la mañana temprano o en el atardecer, encaramados en lo alto de ramas expuestas. Los machos de por lo menos algunas especies difieren por realizar exhibiciones aéreas espectaculares. Ambos sexos ocasionalmente emiten una nota «purp!» abrupta, algunas veces repetida por varios minutos. Los machos algunas veces también producen un sonido rateado en vuelo.

## Taxonomía
Berv & Prum (2014) produjeron una extensa filogenia para la familia Cotingidae reflejando muchas de las divisiones anteriores e incluyendo nuevas relaciones entre los taxones, donde se propone el reconocimiento de cinco subfamilias. De acuerdo a esta clasificación, Xipholena pertenece a una subfamilia Cotinginae Bonaparte, 1849, junto a Gymnoderus, Procnias, Lipaugus (incluyendo Tijuca), Porphyrolaema, Conioptilon, Cotinga y Carpodectes. El Comité de Clasificación de Sudamérica (SACC) aguarda propuestas para modificar la secuencia linear de los géneros y reconocer las subfamilias. El Comité Brasileño de Registros Ornitológicos (CBRO), en la Lista de las aves de Brasil - 2015 ya adopta esta clasificación.

## Lista de especies
Según las clasificaciones del Congreso Ornitológico Internacional (IOC), y Clements Checklist/eBird, el género agrupa a las siguientes especies con el respectivo nombre popular de acuerdo con la Sociedad Española de Ornitología (SEO):
| Imagen | Nombre científico       | Autor                | Nombre común       | Eestado de conservación | Distribución |
| ------ | ----------------------- | -------------------- | ------------------ | ----------------------- | ------------ |
|        | Xipholena punicea       | (Pallas, 1764)       | cotinga pompadour  | LC                      |              |
|        | Xipholena lamellipennis | (Lafresnaye, 1839)   | cotinga coliblanco | NT                      |              |
|        | Xipholena atropurpurea  | (Wied-Neuwied, 1820) | cotinga aliblanco  | VU                      |              |

## Estado de conservación
El cotinga aliblanco ha sido calificado como vulnerable debido a su pequeña población y a la pérdida de hábitat en su ya pequeña y fragmentada zona de distribución, el cotinga colibanco es considerado casi amenazado, mientras el cotinga pompadour presenta preocupación menor, de acuerdo a la Unión Internacional para la Conservación de la Naturaleza (IUCN).